# Корнелис де Би
Корнелис де Би (нидерл. Cornelis de Bie; 10 февраля 1627, Лир — ок. 1712—1715) — фламандский ритор, поэт, юрист и политик. Автор более шестидесяти литературных произведений, преимущественно комедий. Более известен во всём мире биографическими очерками о фламандских и голландских художниках в сочинении под названием «Золотой кабинет благородного свободного искусства живописи» (Het Gulden der Edel Vry Schilderconst), впервые напечатанном в 1662 году.

## Биография
Корнелис родился в Лире (близ Антверпена, Фландрия) в семье художника Адриана де Би. Получил хорошее образование и, вероятно, с 1648 года изучал право в Лувене; возможно, там же изучал философию (позднее он выдавал себя за философа). Он знал латынь, французский, итальянский и испанский языки. Корнелис де Би был членом Риторической палаты в Лире, известной как den Groeyenden Boom. После учёбы на пропедевтическом факультете искусств Лёвенского университета он вернулся в Лир. Он последовательно был нотариусом, прокурором, секретарём «военного слушания» и деканом Суконных рядов — должность, которая давала ему доступ к городской магистратуре, где он стал видным членом муниципальной администрации. Он служил судебным секретарем в 1664, 1668 и 1708 годах и был также независимым нотариусом и книготорговцем. Свои литературные произведния часто подписывал девизом «Waerheyt baert nijdt», на латыни: Fert odia verum («Истина порождает ненависть»).
Корнелис был женат дважды: первый раз на Элизабет Смитс, умершей в 1662 году, и второй раз на Изабелле Кэлхейт, умершей в 1706 году. У него было восемь детей, по четыре от каждой жены.
Он умер между 1712 и 1715 годами.

## «Золотой кабинет»
Нидерландский художник и издатель Ян Мейсенс заказал Корнелису де Би книгу о нидерландских художниках семнадцатого века в качестве продолжения биографической традиции «Жизнеописаний» Джорджо Вазари и «Книги о художниках» (Het Schilder-Boeck, 1604) Карела ван Мандера. Мейсенс предложил составить более объёмный словарь, используя гравированные иллюстрации из своего издания, к которому можно было бы добавить новую серию портретов.
Корнелис де Би использовал биографический материал Карела ван Мандера и Джорджо Вазари, но важность этой работы состоит в том, что это единственная известная биография многих художников семнадцатого века, которые работали после Вазари и ван Мандера. Сочинение написано в стихотворной форме (ныне воспринимаемой с трудом) объёмом более 500 страниц и включает 98 гравюр с портретами художников с оригинальных картин и рисунков, 72 из которых взяты из публикации Мейсенса. В работу вошли биографии живописцев, скульпторов и архитекторов, как умерших к тому времени, так и живущих. Всё сочинение делится на три части, одна из которых посвящена умершим художникам, вторая — живущим, а третья — тем, которые по разным причинам не вошли в первые два тома. Текст состоит из хвалебных стихов по-фламандски, некоторые написаны на латыни, и отрывков в альтернативной прозе, повествующих о специфике того или иного вида искусства.
Сочинение Корнелиса де Би было впервые опубликовано в 1662 году в Антверпене. Книга посвящена антверпенскому коллекционеру произведений искусства Антуану ван Лейену (1628—1686). Рукопись хранится в Королевской библиотеке Бельгии в Брюсселе. Полное оригинальное название работы: «Золотой кабинет благородного свободного Художника, открытый долгожданным миром между двумя могущественными Коронами Испании и Вранкрика, который включает в себя бессмертные восхваления самых прославленных Заговорщиков и Художников. Этот век, изображенный здесь наиболее приближенно к натуре, украшен множеством занимательных стишков и пословиц» (Het Gulden Cabinet vande edele vry Schilder-Const, Ontsloten door den lanck ghewenschten Vrede tusschen de twee machtighe Croonen van Spaignien en Vrancryck, Waer-inne begrepen is den ontsterffelijcken loff vande vermaerste Constminnende Geesten ende Schilders Van deze Eeuw, hier inne meest naer het leven af-gebeldt, verciert met veel vermakelijcke Rijmen ende Spreucken). Корнелис де Би подготовил второе издание работы, но оно не было осуществлено.
Книга Корнелиса де Би стала важным источником для последующего сочинения Арнольда Хоубракена «Великий театр нидерландских художников и художниц» (1718—1721).

## Критика
Подобно сочинениям Вазари и ван Мандера, биографии де Би перемежаются забавными анекдотами, сплетнями и домыслами автора. И хотя такие особенности принадлежат давней риторической традиции, многие из этих историй были названы ведущими историками искусства XIX века «исторически ненадежными», и лишь недавно некоторые из них были частично обоснованы документальными данными. Однако, поскольку они чаще являются единственным сохранившимся источником информации об определённых художниках, эти истории зачастую повторяли другие авторы как неопровержимые факты о жизни художников, фигурирующих в рассказах Корнелиса де Би. В качестве примера можно привести случаи, когда Корнелис де Би описывает ученичество, которое считается маловероятным, поскольку художник работал совершенно в ином жанре, чем его учитель. Примером может служить заявление де Би о том, что Филипс Вауэрман обучался живописи у Франса Халса. Историки считают это маловероятным, поскольку Вауэрман писал пейзажи с лошадьми, а Халс был художником-портретистом.